# Stenamma kurilense
Stenamma kurilense is een mierensoort uit de onderfamilie van de Myrmicinae. De wetenschappelijke naam van de soort is voor het eerst geldig gepubliceerd in 1975 door Arnoldi.